# Xavier Safont-Tria i Ramon
Xavier Safont-Tria i Ramon (Mataró, 1969) és un enginyer agrònom, pagès i polític català.

## Biografia
Va iniciar la seva vida política el 1986, a l'institut, organitzant la Coordinadora d'Estudiants Independentistes del Maresme (CEIM) per l'ús del català en l'ensenyament al País Valencià. Llavors es va llicenciar en Enginyeria Tècnica Agrícola per la Universitat Politècnica de Catalunya. Va ser sindicalista a la Unió de Pagesos i a l'Assemblea Pagesa.
Va emprendre la candidatura de la CUP a Mataró, d'on va ser el primer, i únic, regidor de la formació el 2007. El 2011 tornaria a ser elegit. L'any 2012, i de cara a les eleccions al Parlament de 2012 ocuparia el cinquè lloc a la llista que va encapçalar David Fernàndez. En ser només elegits 3 diputats per la demarcació de Barcelona, Xavier Safont-Tria es quedaria fora de la cambra.
El 13 de juny de 2015, Juli Cuéllar i Carme Polvillo van agafar el relleu de Safont-Tria en el consistori mataroní, després de 8 anys al càrrec. De cara a les eleccions al Parlament de 2015, el 27S, va ocupar el tretzè lloc a la llista de CUP - Crida Constituent per Barcelona. Com que la seva candidatura només va obtenir 7 diputats per Barcelona, Xavier Safont-Tria no va entrar al Parlament.
El juny del 2017, quan Eulàlia Reguant va anunciar que passaria a ser regidora de l'Ajuntament de Barcelona, es va publicar que Xavier Safont-Tria esdevindria diputat al Parlament.
Xavier Safont-Tria és un apassionat de l'escalada.